# Ritual (canção de Tiësto, Jonas Blue e Rita Ora)
"Ritual" é uma canção do DJ holandês Tiësto, do produtor de discos britânico Jonas Blue e da cantora britânica Rita Ora. Foi lançada em 31 de maio de 2019 pela  Universal Music.

## Fundo
Em 27 de maio de 2019, a música foi oficialmente anunciada por Blue e Ora em suas mídias sociais. Foi disponibilizada simultaneamente para pré-salvamento no iTunes e no Spotify. Em 28 de maio, Ora ainda brincou com a música postando uma foto dela mesma e da letra da música.

## Lista de faixas
Download digital
1. "Ritual" – 3:18

Download digital – Versão Acústica
1. "Ritual (Acoustic)" – 3:24
2. "Ritual" – 3:18

Download digital – Remixes
1. "Ritual (Benny Benassi & BB Team Remix)" – 3:05
2. "Ritual (TCTS Remix)" – 4:13
3. "Ritual (Jonas Aden Remix)" – 2:50
4. "Ritual (SWACQ Remix)" – 2:52
5. "Ritual (David Puentez Remix)" – 2:59
6. "Ritual (MOSKA Remix)" – 3:01
7. "Ritual" – 3:18

## Créditos
Créditos adaptados do Tidal.
- Tiësto - composição, produção
- Jonas Blue - composição, produção, mixagem
- Rita Ora - vocais, produção vocal
- Fraser T. Smith - composição, produção, guitarra
- Michael Stonebank - composição, produção
- Cameron Gower Poole - organização vocal
- Wayne Hector - composição
- Grace Barker - composição
- Mike Marsh - engenharia mestra

## Desempenho nas paradas musicais
| Tabela musical (2019)                             | Melhor posição |
| ------------------------------------------------- | -------------- |
| Bélgica (Ultratop 50 de Flandres)                 | 46             |
| Bélgica (Ultratip Bubbling Under da Valônia)      | 35             |
| Croácia (HRT)                                     | 48             |
| Escócia (Scottish Singles Chart)                  | 40             |
| Eslováquia (Singles Digitál Top 100)              | 55             |
| Estados Unidos (Billboard Dance/Electronic Songs) | 14             |
| Grécia International Digital (IFPI)               | 54             |
| Hungria (Stream Top 40)                           | 27             |
| Irlanda (IRMA)                                    | 39             |
| Nova Zelândia Hot Singles (RMNZ)                  | 10             |
| Países Baixos (Dutch Top 40)                      | 15             |
| Países Baixos (Mega Top 50)                       | 23             |
| Países Baixos (Single Top 100)                    | 26             |
| Polónia (Polish Airplay Top 100)                  | 30             |
| Reino Unido (UK Singles Chart)                    | 64             |
| República Checa (Singles Digitál Top 100)         | 87             |
| Rússia Airplay (Tophit)                           | 91             |
| Suécia (Sverigetopplistan)                        | 28             |
| Suíça (Schweizer Hitparade)                       | 56             |